# الدائرة (فلم 2017)
الدائرة هو فيلم تكنو-رعب أمريكي إنتاج 2017 من إخراج جيمس بونسولدت وكتبه ديف إيغرز.بطولة إيما واتسون، توم هانكس، جون بويغا، كارين غيلان، باتون أوزوالت، بيل باكستون.
عرض الفيلم عرض لأول مرة في مهرجان تريبيكا السينمائي في 26 أبريل 2017، وصدر الفيلم رسمياً في 28 أبريل 2017، من قبل ستكس للترفيه ويوروباكورب.

## القصة
تحصل ماي (إيما واتسون) على عمل جديد في أكبر شركة متخصصة في مجال التكنولوجيا والتواصل الاجتماعي على مستوى العالم، والتي تصير بمثابة فرصة العمر بالنسبة لها، ويشجعها مؤسس الشركة إيمون بايلي (توم هانكس) على خوض غمار تجربة جديدة تتخطى الحواجز المعتادة للخصوصية، مما يؤثر بالتبعية على حياتها الشخصية وحياة أصدقائها وعائلتها والبشرية بأسرها بفعل قراراتها في هذه التجربة.

## روابط خارجية
- مقالات تستعمل روابط فنية بلا صلة مع ويكي بيانات